# Eustala wiedenmeyeri
Eustala wiedenmeyeri là một loài nhện trong họ Araneidae.
Loài này thuộc chi Eustala. Eustala wiedenmeyeri được Ehrenfried Schenkel-Haas miêu tả năm 1953.